# American Pie Presents: The Naked Mile
American Pie Presents: The Naked Mile és una comèdia americana per a adolescents es va llançar el 2006. Dirigida per Joe Nussbaum i escrita per Eric Lindsay. És la cinquena pel·lícula de la saga american pie.

## Argument
Aquesta cinquena pel·lícula de "American Pie" comença quan Erik Stifler s'adona que si no fa alguna cosa, podria ser l'únic membre de la seva família que acabi la preparatòria tot i ser verge. Té xicota però aquesta no està preparada per donar el pas.
Però un dia es van decidir a intentar-ho, però quan estaven a punt el pare de la noia els interromp. L'endemà la noia canvia d'opinió i li dona a Erik una carta de llibertat per un cap de setmana, amb la que pot fer el que vulgui sense conseqüències. Aquest es va amb els seus millors amics Mike Cooze i Ryan Grimm a veure al seu primer Dwight Stifler a la universitat. Aquest cap de setmana coincideix amb la milla nua, que és una cursa pel campus en la qual els estudiants corren una milla però nus, un ritu anual universitari on els seus fidels amics i algunes jovenets desinhibides, passaran un cap de setmana de bogeria i diversió.

## Repartiment
- John White com a Erik Stifler
- María Ricossa com a Sra. Stifler
- Christopher McDonald com a Sr. Stifler
- Joe Bostick com a Sr. Williams
- Alyssa Nicole Pallett com a Estrella Porno
- Jessica Booker com a Avia Stifler
- Jake Siegel com a Mike "Cooze" Coozeman
- Ross Thomas com a Ryan Grimm
- Michelle Cormier cocom a mo Josie "Amiga de Tracy"
- Stephany Sexton com a Brunette "Amiga de Tracy"
- Jessy Schram com a Tracy Sterling
- Billy Turnbull com a Chico de la Cerveza
- J.J. Gallo com a Noi de la Festa
- Shomari Downer com a Noi de la Festa
- Jordan Madley com a Brooke
- Jordan Prentice com a Rock
- Steve Talley com a Dwight Stifler
- Eugene Levy com a Noah Levenstein "Sr. levenstein"
- Candace Kroslak com a Brandy
- Jon Cor com a Trent
- Stuart Clow com a Sr Sterling

## Banda sonora
1. "Let's Get It On" performed by Marvin Gaye
2. "News International - Sting 2" Composed by Terry Devine-King
3. "Down, Down, Down" Performed by Gabriel Mann
4. "Say Goodbye" Performed by The Muffs
5. "Freedom" Performed by The White Heat
6. "It's All About The Rock" Performed by White Demons
7. "Go" Performed by LeeTownPusyy Pusyy Yup
8. "Absolutely Wasted" Performed by Sporting Riff-Raff
9. "Freak-A-Leek" Performed by K-Lein
10. "I Wish" Performed by Skee Lo
11. "Go Hard" Performed by Kel Spencer
12. "On The Run" Performed by Classic
13. "Wey" Performed by Tre Jaqun
14. "That's What Dreams Are Made Of" Performed by 2 Clicks Down
15. "Scratch" Performed by Allister
16. "Stuck In America" Performed by Sugarcult
17. "Here We Go" Performed by The Grand Skeem
18. "I'm Gonna Make You Sweat" Performed by Al Sheez
19. "Sucka MCs" Performed by The Grand Skeem
20. "Rock to the Rhythm" Performed by Lexicon
21. "Swing Baby Swing" Performed by The DNC
22. "Let's Get Def" Performed by Kennedy
23. "Candy Store" Performed by Miss Eighty 6
24. "Devilz Badvocate" Performed by Dastardly / Focus
25. "Hands To Tha Pump" Performed by Da Diggler
26. "Ain't No Game" Performed by Basko
27. "Everybody Get Crazy Now" Performed by The STL of The DNC
28. "Getting Hot In Here" Performed by Josh Henderson
29. "Check Out The Sound" Performed by Boomish
30. "Perfect" Performed by Remi J
31. "Let's Go Home" Performed by The Drop
32. "Birthday Song" Performed by Ben Lee
33. "RU Ready" Performed by AD
34. "We're At The Top Of The World" Performed by The Juliana Theory

## Saga
- American Pie (1999)
- American Pie 2 (2001)
- American Wedding (2003)
- American Pie Presents: Band Camp (2005)
- American Pie Presents: Beta House (2007)
- American Pie Presents: The Book of Love (2009)